# Yakima Ridge
Die Yakima Ridge ist ein langer antiklinaler Gebirgsgrat in den Countys Yakima und Benton im US-Bundesstaat Washington. Von seinem Westende nördlich der Stadt Yakima verläuft er ostsüdostwärts durch die Yakima Research Station bis zu seinem Westende am Hanford Reach National Monument und der Hanford Site. Die Yakima Ridge verläuft parallel zur nördlich gelegenen Umtanum Ridge und den südlich gelegenen Rattlesnake Hills. Das Moxee Valley und das Black Rock Valley liegen südlich der Yakima Ridge.
Die Yakima Ridge ist Teil des Yakima Fold Belt, ostwärts verlaufender langer Berggrate, die durch Faltungen der Columbia River Basalt Group im Miozän entstanden.
Der Yakima River grub mit der Selah Gap ein Durchbruchstal durch die Yakima Ridge. Es gibt weitere Durchbrüche an anderen Orten wie an der Umtanum Ridge Water Gap und bei Union Gap an der Ahtanum Ridge.